# NASCAR Cup Series 2023

Logo der NASCAR Cup Series

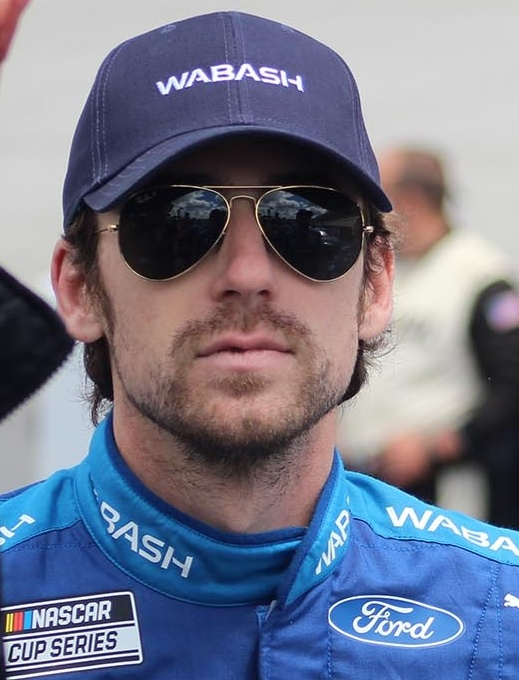
Ryan Blaney, NASCAR-Cup-Series-Champion 2023

Die NASCAR Cup Series 2023 war die 75. Saison der höchsten Motorsportliga der NASCAR. Sie begann am 5. Februar 2023 mit dem Busch Light Clash at The Coliseum in Los Angeles, gefolgt vom ersten Punkterennen der Saison, der 65. Ausgabe des Daytona 500 am 19. Februar.
Die Saison inklusive Playoffs wurde am 5. November des Jahres auf dem Phoenix Raceway abgeschlossen, wo sich der Team-Penske-Pilot Ryan Blaney gegen die drei anderen verbleibenden Playoff-Teilnehmer Kyle Larson, William Byron und Christopher Bell durchsetzen konnte und somit das erste Mal in seiner Karriere Cup-Series-Champion wurde. Martin Truex junior von Joe Gibbs Racing hatte zuvor im Anschluss an das 26. Saisonrennen, dem Coke Zero Sugar 400, die reguläre Saison gewonnen.

## Fahrer und Teams

### Teams mit Chartervertrag
Teams mit Chartervertrag haben eine Startplatzgarantie bei allen 36 Saisonrennen.
| Hersteller | Team                     | Nr. | Fahrer                 | Vertretung (Anzahl Rennen)                                                                                        | Playoff-Teilnehmer (bis Round of…)    | Anmerkungen/Quellen |
| ---------- | ------------------------ | --- | ---------------------- | --- | ------------------------------------- | --- |
| Chevrolet  | Hendrick Motorsports     | 0#5 | Kyle Larson            | | (4)                                   | Vertrag bis 2026 |
| Chevrolet  | Hendrick Motorsports     | 0#9 | Chase Elliott          | Josh Berry (5) Jordan Taylor (1) Corey LaJoie (1)                                                                 | Rotes X oder Kreuzchensymbol für nein | Vertrag bis 2027, Ausfall vor Pennzoil 400 nach Verletzung bei Snowboardunfall, Rückkehr zum NOCO 400, Suspendierung für Enjoy Illinois 300 |
| Chevrolet  | Hendrick Motorsports     | #24 | William Byron          | | (4)                                   | Vertrag bis 2025 |
| Chevrolet  | Hendrick Motorsports     | #48 | Alex Bowman            | Josh Berry (3) | Rotes X oder Kreuzchensymbol für nein | Vertrag bis 2023, Ausfall vor Würth 400 nach Verletzung bei Rennunfall, Rückkehr zum Coca-Cola 600                                          |
| Chevrolet  | JTG Daugherty Racing     | #47 | Ricky Stenhouse junior | | (16)                                  | [ 10 ] |
| Chevrolet  | Kaulig Racing            | #16 | A. J. Allmendinger     | | Rotes X oder Kreuzchensymbol für nein | Erste Saison in Vollzeit seit 2018 |
| Chevrolet  | Kaulig Racing            | #31 | Justin Haley           | | Rotes X oder Kreuzchensymbol für nein | [ 12 ] |
| Chevrolet  | Legacy Motor Club        | #42 | Noah Gragson R         | Grant Enfinger (1) Josh Berry (2) Mike Rockenfeller (3) Carson Hocevar (8) John Hunter Nemechek (1)               | Rotes X oder Kreuzchensymbol für nein | Ersatz für Ty Dillon, Suspendierung auf unbestimmte Zeit vor FireKeepers Casino 400                                                         |
| Chevrolet  | Legacy Motor Club        | #43 | Erik Jones             | | Rotes X oder Kreuzchensymbol für nein | [ 16 ] |
| Chevrolet  | Live Fast Motorsports    | #78 | wechselnd              | | Rotes X oder Kreuzchensymbol für nein | Herstellerwechsel von Ford zu Chevrolet; Engagements u. a. von B. J. McLeod (Teambesitzer), Josh Bilicki und Anthony Alfredo                |
| Chevrolet  | Richard Childress Racing | 0#3 | Austin Dillon          | | Rotes X oder Kreuzchensymbol für nein | [ 19 ] |
| Chevrolet  | Richard Childress Racing | 0#8 | Kyle Busch             | | (12)                                  | Wechsel von Joe Gibbs Racing |
| Chevrolet  | Spire Motorsports        | 0#7 | Corey LaJoie           | Carson Hocevar (1)                                                                                                | Rotes X oder Kreuzchensymbol für nein | Vertretung für suspendierten Chase Elliott beim Enjoy Illinois 300                                                                          |
| Chevrolet  | Spire Motorsports        | #77 | Ty Dillon              | | Rotes X oder Kreuzchensymbol für nein | Wechsel von Legacy Motor Club (ehemals Petty GMS Motorsports)                                                                               |
| Chevrolet  | Trackhouse Racing Team   | 0#1 | Ross Chastain          | | (12)                                  | [ 24 ] |
| Chevrolet  | Trackhouse Racing Team   | #99 | Daniel Suárez          | | Rotes X oder Kreuzchensymbol für nein | [ 25 ] |
| Ford       | Front Row Motorsports    | #34 | Michael McDowell       | | (16)                                  | [ 26 ] |
| Ford       | Front Row Motorsports    | #38 | Todd Gilliland         | Zane Smith (6) | Rotes X oder Kreuzchensymbol für nein | Engagements in Teilzeit |
| Ford       | RFK Racing               | 0#6 | Brad Keselowski        | | (12)                                  | Co-Teambesitzer |
| Ford       | RFK Racing               | #17 | Chris Buescher         | | (8)                                   | Vertrag bis 2024 |
| Ford       | Rick Ware Racing         | #15 | wechseld               | | Rotes X oder Kreuzchensymbol für nein | Engagements in Teilzeit u. a. von Riley Herbst, Todd Gilliland, Jenson Button und J. J. Yeley                                               |
| Ford       | Rick Ware Racing         | #51 | Cody Ware              | Matt Crafton (1) Zane Smith (1) J. J. Yeley (8) Ryan Newman (7) Todd Gilliland (4) Andy Lally (2) Cole Custer (6) | Rotes X oder Kreuzchensymbol für nein | Ausfall aus „persönlichen Gründen“ beim Food City Dirt Race, Suspendierung auf unbestimmte Zeit vor NOCO 400                                |
| Ford       | Stewart-Haas Racing      | 0#4 | Kevin Harvick          | | (16)                                  | Vertrag bis 2023, Karriereende nach Saison                                                                                                  |
| Ford       | Stewart-Haas Racing      | #10 | Aric Almirola          | | Rotes X oder Kreuzchensymbol für nein | [ 38 ] |
| Ford       | Stewart-Haas Racing      | #14 | Chase Briscoe          | | Rotes X oder Kreuzchensymbol für nein | [ 39 ] |
| Ford       | Stewart-Haas Racing      | #41 | Ryan Preece            | | Rotes X oder Kreuzchensymbol für nein | Ersatz für Cole Custer |
| Ford       | Team Penske              | 0#2 | Austin Cindric         | | Rotes X oder Kreuzchensymbol für nein | [ 41 ] |
| Ford       | Team Penske              | #12 | Ryan Blaney            | | (4)                                   | Cup-Series-Champion 2023 |
| Ford       | Team Penske              | #22 | Joey Logano            | | (16)                                  | Titelverteidiger |
| Ford       | Wood Brothers Racing     | #21 | Harrison Burton        | | Rotes X oder Kreuzchensymbol für nein | [ 42 ] |
| Toyota     | 23XI Racing              | #23 | Bubba Wallace          | | (12)                                  | [ 43 ] |
| Toyota     | 23XI Racing              | #45 | Tyler Reddick          | | (8)                                   | Wechsel von Richard Childress Racing, Ersatz für Kurt Busch                                                                                 |
| Toyota     | Joe Gibbs Racing         | #11 | Denny Hamlin           | | (8)                                   | [ 45 ] |
| Toyota     | Joe Gibbs Racing         | #19 | Martin Truex junior    | | (8)                                   | Gewinner der regulären Saison |
| Toyota     | Joe Gibbs Racing         | #20 | Christopher Bell       | | (4)                                   | [ 45 ] |
| Toyota     | Joe Gibbs Racing         | #54 | Ty Gibbs R             | | Rotes X oder Kreuzchensymbol für nein | Ersatz für Kyle Busch, Änderung der Nummer von #18 zu #54, Rookie of the Year 2023                                                          |

### Teams ohne Chartervertrag
Teams ohne Chartervertrag nehmen in der Regel in Teilzeit am Wettbewerb teil und müssen sich für die Teilnahme an einem Saisonrennen zunächst über das vorab stattfindende Qualifikationsrennen qualifizieren.
| Hersteller | Team                     | Nr. | Fahrer              | Anmerkung/Quelle                                                                    |
| ---------- | ------------------------ | --- | ------------------- | ----------------------------------------------------------------------------------- |
| Chevrolet  | Beard Motorsports        | #62 | Austin Hill         | Ersatz für Noah Gragson, Teilnahme an sechs Rennen                                  |
| Chevrolet  | Kaulig Racing            | #13 | Chandler Smith      | Teilnahme an vier Rennen                                                            |
| Chevrolet  | Kaulig Racing            | #13 | Jonathan Davenport  | Teilnahme am Food City Dirt Race                                                    |
| Chevrolet  | Legacy Motor Club        | #84 | Jimmie Johnson      | Co-Teambesitzer, Teilnahme an drei Rennen                                           |
| Chevrolet  | Richard Childress Racing | #33 | Brodie Kostecki     | Teilnahme am Verizon 200 at the Brickyard                                           |
| Chevrolet  | The Money Team Racing    | #50 | Conor Daly          | Teilnahme an zwei Rennen                                                            |
| Chevrolet  | Trackhouse Racing Team   | #91 | Kimi Räikkönen      | Teilnahme am EchoPark Automotive Grand Prix                                         |
| Chevrolet  | Trackhouse Racing Team   | #91 | Shane van Gisbergen | Teilnahme am Grant Park 220 und am Verizon 200 at the Brickyard, Rennsieg bei Debüt |
| Ford       | Front Row Motorsports    | #36 | Zane Smith          | Teilnahme am Daytona 500                                                            |
| Ford       | Front Row Motorsports    | #36 | Todd Gilliland      | Teilnahme am GEICO 500                                                              |
| Ford       | Front Row Motorsports    | #36 | Riley Herbst        | Teilnahme an zwei Rennen                                                            |
| Toyota     | 23XI Racing              | #67 | Travis Pastrana     | Teilnahme am Daytona 500                                                            |
| Toyota     | 23XI Racing              | #67 | Kamui Kobayashi     | Teilnahme am Verizon 200 at the Brickyard                                           |

## Rennkalender

### Hintergrund
Ein erster Rennkalender wurde am 14. September 2022 veröffentlicht. Die 65. Ausgabe des Daytona 500 am 19. Februar 2023 war wie auch schon in den Jahren zuvor das erste Punkterennen der Saison. Das letzte Rennen der regulären Saison fand mit dem Coke Zero Sugar 400 am 26. August voraussichtlich ebenfalls in Daytona statt, gefolgt von zehn Playoff-Rennen, deren Abschluss das NASCAR Cup Series Championship Race am 5. November auf dem Phoenix Raceway war.
Mit dem NASCAR Cup Series Race at Chicago (offiziell Grant Park 220) war erstmals ein Stadtkurs Teil des NASCAR-Rennplans. Ihn gewann der Neuseeländer Shane van Gisbergen beim ersten NASCAR-Start seiner Rennkarriere.
Zusätzlich zu den Rennen mit Punktevergabe fanden auch diese Saison weitere Rennveranstaltungen statt, darunter der Bush Light Clash at The Coliseum, ein Show-Rennen im Vorfeld der Saison, und das alljährliche NASCAR All-Star Race.

### Reguläre Saisonrennen und Playoffs
| Nr.             | Datum  | Rennen                              | Ort                             | Streckentyp         | Sieger                        | Quelle |
| --------------- | ------ | ----------------------------------- | ------------------------------- | ------------------- | ----------------------------- | ------ |
| 1               | 19.02. | Daytona 500                         | Daytona International Speedway  | Superspeedway       | Ricky Stenhouse junior (#47)  | [ 62 ] |
| 2               | 26.02. | Pala Casino 400                     | Auto Club Speedway              | 2-Meilen-Oval       | Kyle Busch (#8)               | [ 63 ] |
| 3               | 05.03. | Pennzoil 400                        | Las Vegas Motor Speedway        | 1,5-Meilen-Oval     | William Byron (#24)           | [ 64 ] |
| 4               | 12.03. | United Rentals Work United 500      | Phoenix Raceway                 | 1-Meilen-Tri-Oval   | William Byron (#24) (2)       | [ 65 ] |
| 5               | 19.03. | Ambetter Health 400                 | Atlanta Motor Speedway          | 1,5-Meilen-Oval     | Joey Logano (#22)             | [ 66 ] |
| 6               | 26.03. | EchoPark Automotive Grand Prix      | Circuit of The Americas         | Rundkurs            | Tyler Reddick (#45)           | [ 67 ] |
| 7               | 02.04. | Toyota Owners 400                   | Richmond Raceway                | 1-Meilen-Oval       | Kyle Larson (#5)              | [ 68 ] |
| 8               | 09.04. | Food City Dirt Race                 | Bristol Motor Speedway          | Dirt Track          | Christopher Bell (#20)        | [ 69 ] |
| 9               | 16.04. | NOCO 400                            | Martinsville Speedway           | Short Track         | Kyle Larson (#5) (2)          | [ 70 ] |
| 10              | 23.04. | GEICO 500                           | Talladega Superspeedway         | Superspeedway       | Kyle Busch (#8) (2)           | [ 71 ] |
| 11              | 01.05. | Würth 400                           | Dover International Speedway    | 1-Meilen-Oval       | Martin Truex junior (#19)     | [ 72 ] |
| 12              | 07.05. | AdventHealth 400                    | Kansas Speedway                 | 1,5-Meilen-Oval     | Denny Hamlin (#11)            | [ 73 ] |
| 13              | 14.05. | Goodyear 400                        | Darlington Raceway              | 1,36-Meilen-Oval    | William Byron (#24) (3)       | [ 74 ] |
| 14              | 29.05. | Coca-Cola 600                       | Charlotte Motor Speedway        | 1,5-Meilen-Oval     | Ryan Blaney (#12)             | [ 75 ] |
| 15              | 04.06. | Enjoy Illinois 300                  | World Wide Technology Raceway   | 1,25-Meilen-Oval    | Kyle Busch (#8) (3)           | [ 76 ] |
| 16              | 11.06. | Toyota/Save Mart 350                | Sonoma Raceway                  | Rundkurs            | Martin Truex junior (#19) (2) | [ 77 ] |
| 17              | 25.06. | Ally 400                            | Nashville Superspeedway         | Superspeedway       | Ross Chastain (#1)            | [ 78 ] |
| 18              | 02.07. | Grant Park 220                      | Chicago Street Course           | Stadtkurs           | Shane van Gisbergen (#91)     | [ 79 ] |
| 19              | 09.07. | Quaker State 400                    | Atlanta Motor Speedway          | 1,5-Meilen-Oval     | William Byron (#24) (4)       | [ 80 ] |
| 20              | 17.07. | Crayon 301                          | New Hampshire Motor Speedway    | 1-Meilen-Oval       | Martin Truex junior (#19) (3) | [ 81 ] |
| 21              | 23.07. | HighPoint.com 400                   | Pocono Raceway                  | 2,5-Meilen-Tri-Oval | Denny Hamlin (#11) (2)        | [ 82 ] |
| 22              | 30.07. | Cook Out 400                        | Richmond Raceway                | Short Track         | Chris Buescher (#17)          | [ 83 ] |
| 23              | 06.08. | FireKeepers Casino 400              | Michigan International Speedway | 2-Meilen-Oval       | Chris Buescher (#17) (2)      | [ 84 ] |
| 24              | 13.08. | Verizon 200 at the Brickyard        | Indianapolis Motor Speedway     | Rundkurs            | Michael McDowell (#34)        | [ 85 ] |
| 25              | 20.08. | Go Bowling at The Glen              | Watkins Glen International      | Rundkurs            | William Byron (#24) (5)       | [ 86 ] |
| 26              | 26.08. | Coke Zero Sugar 400                 | Daytona International Speedway  | Superspeedway       | Chris Buescher (#17) (3)      | [ 87 ] |
| NASCAR Playoffs |        |                                     |                                 |                     |                               |        |
| Round of 16     |        |                                     |                                 |                     |                               |        |
| 27              | 03.09. | Cook Out Southern 500               | Darlington Raceway              | 1,366-Meilen-Oval   | Kyle Larson (#5) (3)          | [ 88 ] |
| 28              | 10.09. | Hollywood Casino 400                | Kansas Speedway                 | 1,5-Meilen-Tri-Oval | Tyler Reddick (#45) (2)       | [ 89 ] |
| 29              | 16.09. | Bass Pro Shops Night Race           | Bristol Motor Speedway          | Short Track         | Denny Hamlin (#11) (3)        | [ 90 ] |
| Round of 12     |        |                                     |                                 |                     |                               |        |
| 30              | 24.09. | Autotrader EchoPark Automotive 400  | Texas Motor Speedway            | 1,5-Meilen-Oval     | William Byron (#24) (6)       | [ 91 ] |
| 31              | 01.10. | YellaWood 500                       | Talladega Superspeedway         | Superspeedway       | Ryan Blaney (#12) (2)         | [ 92 ] |
| 32              | 08.10. | Bank of America Roval 400           | Charlotte Motor Speedway        | Roval               | A. J. Allmendinger (#16)      | [ 93 ] |
| Round of 8      |        |                                     |                                 |                     |                               |        |
| 33              | 15.10. | South Point 400                     | Las Vegas Motor Speedway        | 1,5-Meilen-Oval     | Kyle Larson (#5) (4)          | [ 94 ] |
| 34              | 22.10. | 4EVER 400                           | Homestead-Miami Speedway        | 1,5-Meilen-Oval     | Christopher Bell (#20) (2)    | [ 95 ] |
| 35              | 29.10. | Xfinity 500                         | Martinsville Speedway           | Short Track         | Ryan Blaney (#12) (3)         | [ 96 ] |
| Championship 4  |        |                                     |                                 |                     |                               |        |
| 36              | 05.11. | NASCAR Cup Series Championship Race | Phoenix Raceway                 | 1-Meilen-Tri-Oval   | Ross Chastain (#1) (2)        | [ 97 ] |

- Fette Schrift in der Spalte Rennen markiert die als „Kronjuwelen“ bezeichneten vier NASCAR-Major-Rennen.
- Kursive Schrift in der Spalte Datum kennzeichnet das Ausweichdatum für meist wetterbedingt kurzfristig verschobene Rennen. Datumsangaben richten sich immer nach der Zeitzone des Austragungsortes.
- Die Zellfärbung in der Spalte Sieger gibt Auskunft über den Hersteller des Gewinnerwagens: Chevrolet, Ford, Toyota

### Weitere Rennveranstaltungen
| Datum  | Rennen                           | Ort                            | Streckentyp   | Sieger                                  | Quelle  |
| ------ | -------------------------------- | ------------------------------ | ------------- | --------------------------------------- | ------- |
| 05.02. | Bush Light Clash at The Coliseum | Los Angeles Memorial Coliseum  | Short Track   | Martin Truex junior (#19)               | [ 98 ]  |
| 16.02. | Bluegreen Vacations Duels        | Daytona International Speedway | Superspeedway | Joey Logano (#22) & Aric Almirola (#10) | [ 99 ]  |
| 21.05. | NASCAR All-Star Race             | North Wilkesboro Speedway      | Short Track   | Kyle Larson (#5)                        | [ 100 ] |

## Anpassungen des Regelwerks
- Aufgrund der regelmäßigen Rennstartverzögerungen infolge von kurzfristig auftretenden Regenschauern in den Vorsaisons gab es ab 2023 für die Strecken Los Angeles Memorial Coliseum, Martinsville Speedway, New Hampshire Motor Speedway, North Wilkesboro Speedway, Richmond Raceway und Phoenix Raceway auch für Nässe optimierte Bereifungen, die für eine Benutzung bei entsprechenden Wetterverhältnissen vorgesehen sind.[101]
- Wegen einiger Sicherheitsbedenken bezüglich der 2022 neu eingeführten Next-Gen-Autos wurden an der Wagenrückseite Anpassungen für eine größere Knautschzone vorgenommen, von denen angenommen wird, die gesundheitlichen Risiken für Piloten bei Auffahrunfällen zu verringern.[102]
- Das absichtliche Entlangfahren an der Streckenbegrenzung (wall-riding) wurde nach Ross Chastains Manöver im letzten regulären Rennen der Vorsaison, durch das er sich den Einzug in die Playoffs sicherte, nun explizit verboten und kann mit einer Zeitstrafe geahndet werden.[101]
- Die Sanktionen für Crewmitglieder, die Reifen, z. B. bei deren Wechsel in der Boxengasse, verlieren (loose wheel penalties), wurden auf eine Suspendierung für zwei Rennen reduziert. Zuvor folgte daraus eine Suspendierung des Crew Chiefs für eine Dauer von vier Rennen.[101]
- Um sich für die Playoffs zu qualifizieren, müssen Piloten nach der regulären Saison nun nicht mehr unter den besten 30 in der Punktewertung sein.[101]
- Die Unterbrechungen nach jeder Stage (stage break cautions) wurden bei Rundkursen abgeschafft.[101]
- Die im August 2020 eingeführte Regelung, dass sich jeder Fahrer beim Restart eine Rennspur aussuchen darf (choose rule), gilt seit dieser Saison neuerdings für alle Rennstrecken. Bisher hatte sie auf Dirt-Race-Tracks, Superspeedways und Rundkursen keine Anwendung gefunden.[103]

## Saisonverlauf

### Saisonauftakt und Speedweeks
Zum zweiten Mal in Folge wurde 2023 das nicht bepunktete Auftaktrennen, der sogenannte „Clash“, im Los Angeles Memorial Coliseum in der Innenstadt von Los Angeles unter dem Sponsorentitel Bush Light Clash ausgetragen. Der Stewart-Haas-Pilot Aric Almirola sicherte sich den Start von der Pole-Position, verlor die Führung jedoch nach dem ersten Restart an Denny Hamlin. Nach einem Kontakt wurde dieser von seinem Toyota-Kollegen Bubba Wallace überholt, der das Teilnehmerfeld bis zur Halbzeitpause nach 75 Runden anführte. Ryan Preece überholte Wallace zu Beginn der zweiten Hälfte und dominierte das Rennen lange, ehe Martin Truex junior 25 Runden vor Schluss an ihm vorbeizog und den Clash für sich entschied.
Beim Qualifikationsrennen für das Daytona 500 siegte der Chevrolet-Pilot Alex Bowman von Hendrick Motorsports vor seinem Teamkollegen Kyle Larson, während bei den Bluegreen Vacations Duels Joey Logano das Duel 1 vor Christopher Bell und Aric Almirola das Duel 2 vor Austin Cindric in ihren Ford Mustangs gewannen. Somit standen diesen Fahrern die vordersten sechs Startplätze beim ersten Punktrennen der Saison auf dem Daytona International Speedway zu. Auch dem in die Cup Series zurückgekehrten Jimmie Johnson sowie dem mehrfachen X-Games-Gewinner und NASCAR-Debütanten Travis Pastrana gelang die Qualifikation.

### Daytona 500 und Chevrolet-Dominanz

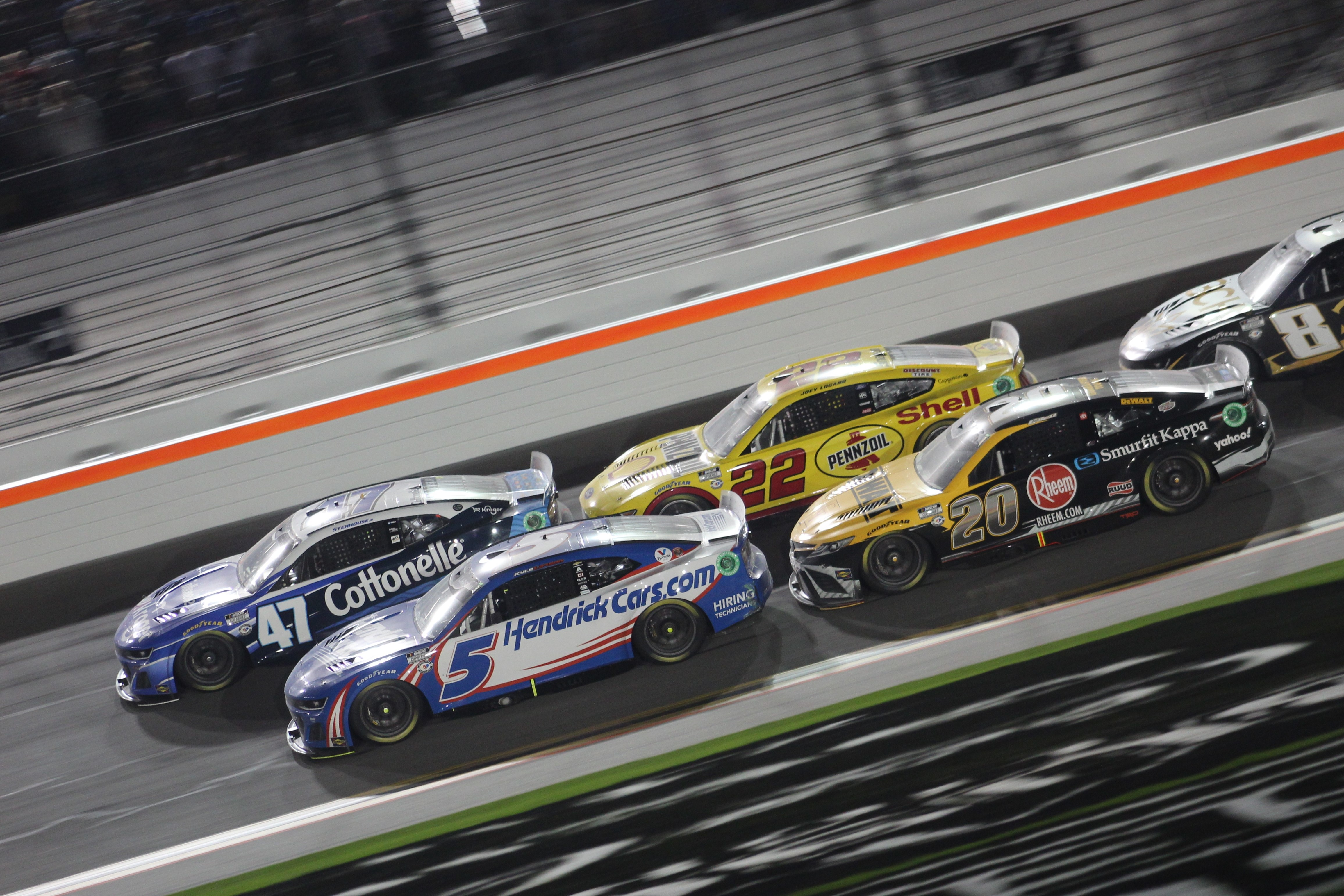
Ricky Stenhouse junior vor Larson, Logano und Bell beim Daytona 500 2023

Bei der ausverkauften 65. Ausgabe des Daytona 500 startete Alex Bowman nach einer starken Qualifikation von der Pole-Position, konnte den ersten Platz jedoch nur kurz halten und wurde von Kyle Larson überholt. Dieser kämpfte fortan mit den auf der Innenbahn gestarteten Toyota-Piloten Christopher Bell und Denny Hamlin um die Führung. Obwohl Riley Herbst in Runde 38 die Kontrolle über sein Fahrzeug verloren und sich in der Folge gedreht hatte, wurde keine Gelbphase ausgerufen. Nach der ersten Pit-Stop-Runde und Phasen, in denen Hamlin, Briscoe und Wallce jeweils kurz führten, übernahm schließlich Brad Keselowski in seinem Ford mit der Nummer 6 die erste Position und entschied Stage 1 vor Ryan Preece für sich. In Runde 118 berührte der von Kevin Harvick gefahrene Ford Mustang mit der Nummer 4 den 23XI-Piloten Tyler Reddick und löste somit einen Unfall aus, in dessen Folge Chase Elliott, Erik Jones sowie der gerammte Reddick das Rennen vorzeitig beenden mussten. Nach 130 Runden kam Ross Chastain zum Ende der zweiten Stage als erster über die Ziellinie. Hinter ihm belegten Alex Bowman, Joey Logano und Ricky Stenhouse junior die Plätze zwei bis vier, die in den 82 verbleibenden Runden (geplant waren nur 70 weitere) auch den Sieg unter sich ausmachen sollten. Dieser ging nach fünf Gelbphasen im letzten Segment an Stenhouse, der nach einem Big One mit 13 involvierten Fahrzeugen die Führung von Kyle Busch übernommen hatte. Wegen seines Sieges bei den Duels, eines dritten Platzes in Stage 2 und als Zweitplatzierter nach der finalen Stage führte Logano die Ligatabelle mit insgesamt 52 Punkten ab sofort an.
Da das Qualifying für das Pala Casino 400 aufgrund von Regen abgesagt wurde, erkannte man Christopher Bell die Pole-Position gemäß der seit 2020 existierenden „Pandemic Formula“ zu. Das 200 Runden dauernde Rennen auf dem Auto Club Speedway im kalifornischen Fontana wurde während der ersten zwei Segmente zunächst von Ross Chastain dominiert. Erst mit der letzten Fahrt in die Boxengasse unter grün überholte ihn Kyle Busch, der dadurch auch zu seinem ersten Sieg im Team von Richard Childress Racing fuhr. Zudem sicherte er sich so den Rekord für die meisten aufeinanderfolgenden Cup-Saisons, in denen mindestens ein Sieg errungen wurde. Mit Chase Elliott, Ross Chastain, der anschließend auch die Tabellenführung übernahm, und Daniel Suárez landeten noch drei weitere Chevrolet-Fahrer in den Top 5. Es begann eine Phase des Powerplays für die Piloten des US-amerikanischen Automobilherstellers.
Im Vorfeld des Pennzoil 400 auf dem Las Vegas Motor Speedway wurde bekannt, dass sich der langjährige Publikumsliebling und Fahrer der Nummer 9 von Hendrick Motorsports Chase Elliott unmittelbar vor dem Rennen bei einem Snowboardunfall das linke Schienbein gebrochen hatte. Während seines mehrwöchigen Ausfalls sollte ihn in fünf Rennen – darunter auch ebenjenes in Las Vegas – der Xfinity-Series-Pilot Josh Berry vertreten. Das Rennwochenende begann mit dem Qualifikationsrennen, bei dem Joey Logano die Pole-Position gewann. Das Punktrennen selbst wurde hingegen von William Byron dominiert, der alle drei Stages jeweils vor zwei weiteren Chevrolets für sich entschied.

### Punktabzug für Hendrick Motorsports und erster Ford-Sieg
Beim United Rentals Work United 500 auf dem Phoenix Raceway in Avendale, Arizona, kam es zur Premiere des „Aero-Pakets“, einer technischen Neuerung, mit der die Fahrzeuge durch einen kleineren Heckspoiler sowie einen beschnittenen Diffusor weniger Abrieb erzeugen sollen. Zunächst hatte sich Kyle Larson im Qualifying die vorderste Startposition für das Rennen gesichert und führte lange Zeit – insgesamt 201 der 317 Runden – auch das Teilnehmerfeld an, wobei er sich im Laufe und zum Zieleinlauf der ersten Stage kurzzeitig hinter seinem Teamkollegen William Byron befand. Kurz vor Ende des Rennens führte Kevin Harvick; nach einer durch einen Dreher von Harrison Burton verursachten Gelbphase entschied sich das Team des Spitzenreiters jedoch für einen Wechsel aller vier Reifen, was mehr Zeit in Anspruch nahm, als die Auswechslung von lediglich zwei Reifen, für die sich andere Teams entschieden hatten, was Harvick wieder um einige Plätze zurückwarf. Larson befand sich bis zu einer erneuten Caution-Phase auf dem ersten Platz, wurde in deren Folge allerdings doch noch von Byron überholt, der das Rennen schlussendlich gewann und somit an zwei aufeinanderfolgenden Wochenenden gesiegt hatte.
Der neue Spitzenreiter der Punktetabelle war nun Alex Bowman. Im Vorfeld des United Rentals Work United 500 waren bei den Fahrzeugen von Hendrick Motorsports  und der Nummer 31 von Kaulig Racing jedoch geringfügige Modifikationen festgestellt worden, wofür die NASCAR unter anderem Geld- und Punktstrafen für Piloten- und Teamwertung verhängte. Bowman, Fahrer der Nummer 48 für Hendrick Motorsports, verlor so 100 seiner 154 Punkte und hinterließ Kevin Harvick an der Tabellenspitze. Auch William Byron (Platz 4) und Kyle Larson (Platz 5) fielen weit zurück. Die Fahrer beider Teams erhielten die Punkte nach Einsprüchen später im Verlauf der Saison wieder zurück.
Den ersten Sieg eines anderen Herstellers als Chevrolet sicherte sich in dieser Saison am 19. März 2023 beim Ambetter Health 400 Ford in Form des Champions der Vorsaison, Joey Logano. Dieser gewann auch in der Qualifikation und hatte so die Pole-Position inne. Das Rennen auf dem Atlanta Motor Speedway im Bundesstaat Georgia fand die zwei Sieger der ersten beiden Stages Logano und Austin Cindric, welche beide für Team Penske antraten und beide Segmente fast ohne Gelbphase durchfahren konnten. Kevin Harvick, der mit Ross Chastain im Verlauf der letzten Stage um die Führung kämpfte, verlor die Kontrolle über sein Fahrzeug und löste so einen Unfall aus, der die Piloten Josh Berry, Chris Buescher, Harrison Burton, William Byron und B. J. McLeod ausschaltete. Auch Aric Almirola und Kyle Larson schieden nach einem durch einen geplatzten Reifen verursachten Zwischenfall vorzeitig aus. Anschließend dominierten wieder Ford-Piloten das Rennen. Brad Keselowski verlor in der letzten Runde die Führung an Logano.

### CoTA, Richmond und Bristol

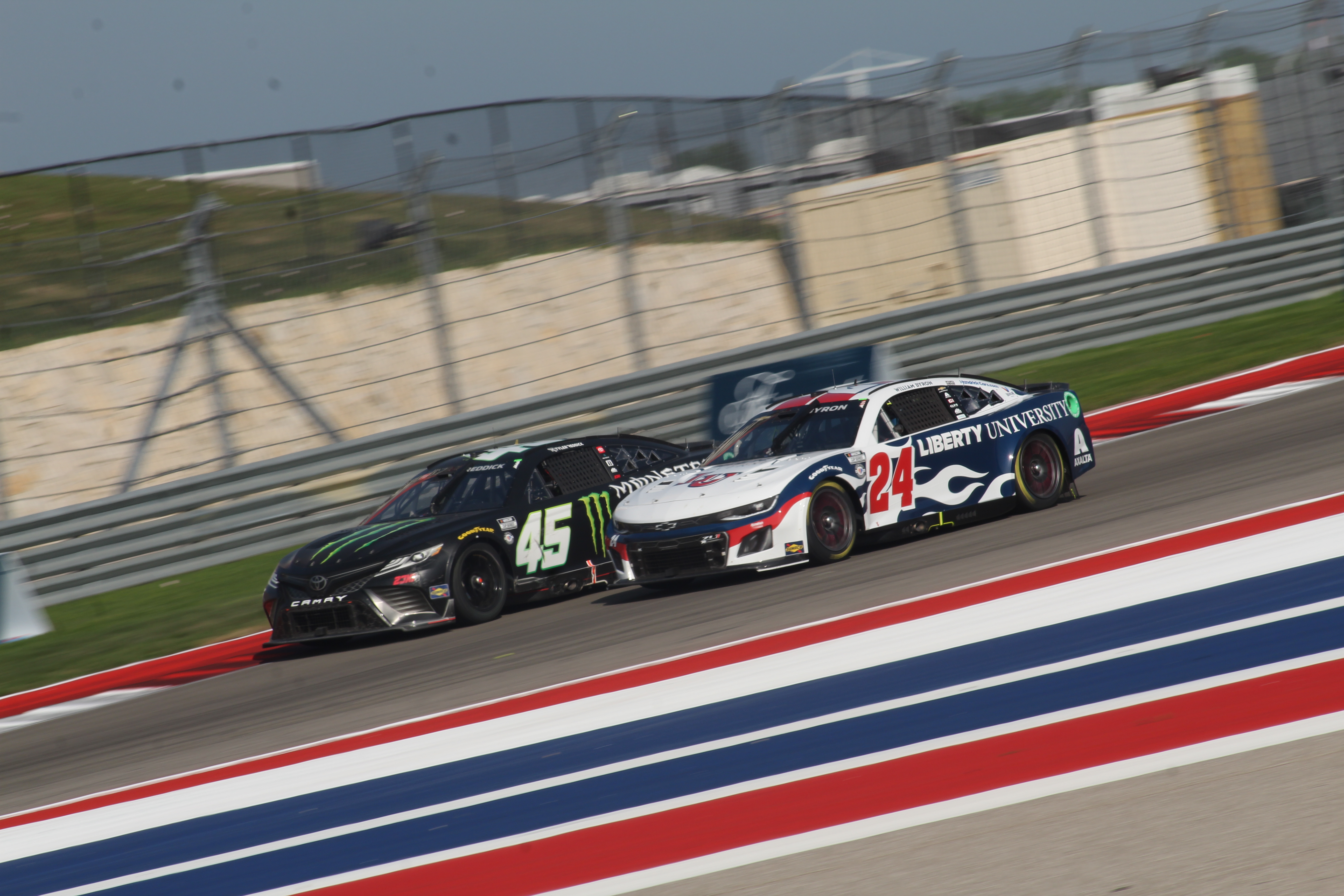
Tyler Reddick im Duell mit William Byron auf dem CoTA 2023

Beim EchoPark Automotive Grand Prix kam es nicht nur zu einer Neuerung, die dazu führte, dass nach den einzelnen Segmenten keine Gelbphasen mehr angesetzt waren, sondern auch zum NASAR-Debüt des britischen Formel-1-Weltmeisters Jenson Button, der wie auch sein ehemaliger finnischer Kontrahent Kimi Räikkönen an der diesjährigen Ausgabe des Rundkurses auf dem Circuit of The Americas in Austin, Texas, teilnahm. Zudem startete Jordan Taylor einmalig in der Nummer 9 des nach wie vor verletzten Chase Elliott. Das Rennen begann mit William Byron auf der Pole-Position. Dieser wurde nach der ersten Gelbphase vom letztjährigen Rookie der Saison, Austin Cindric, überholt, der die Führung wenig später wiederum an Tyler Reddick abgab. Da sich Reddick jedoch, anders als z. B. Byron und Cindric, dazu entschied, vorzeitig einen Pit-Stop vorzunehmen, gewann Byron vor Cindric die erste Stage. Reddick fuhr im Verlauf der folgenden Stage wieder an die Spitze und sicherte sich den Sieg im zweiten Segment, bevor sich im dritten und letzten Teil des Rennens ein Dreikampf um den Sieg entwickelte. Zu den bisher dominanten Piloten Reddick und Byron schloss der Vorjahressieger Ross Chastain auf. Wegen einiger Gelbphasen und abweichenden Boxenstoppstrategien konnten sich außerdem noch Kyle Busch und Alex Bowman mit an die Spitze setzen. Reddick im Toyota Camry mit der Nummer 45 siegte schließlich vor den Chevrolets von Busch, Bowman, Chastain und Byron nach 75, statt wie geplant 68 Runden.
Die Qualifikationsrennen für das Toyota Owners 400 auf dem Richmond Raceway in Virginia wurden aufgrund von Regen abgesagt. Daher wurde die Startaufstellung via Rechenformel ermittelt und Alex Bowman begann vor Kyle Busch auf der ersten Position. Auch in Richmond übernahm William Byron zunächst schnell die Führung und beendete das erste Segment auf Platz 1 vor Kyle Larson und Ross Chastain. Während der zweiten Stage kam es zu mehreren Führungswechseln zwischen Joe-Gibbs-Racing-Fahrern und Hendrick-Motorsports-Piloten; Denny Hamlin gewann sie. Er verlor wegen Problemen in der Boxengasse allerdings viel Zeit und konnte bis zum Ende des Rennens nicht mehr zu den Spitzenpositionen aufschließen. Der Sieg ging an Kyle Larson vor Teamkollege und Chase-Elliott-Vertretung Josh Berry.
Kyle Larson startete auf dem Bristol Motor Speedway in Tennessee von der Pole-Position, nachdem er bei den vier „Heat Races“ im Vorfeld des Hauptrennens auf dem „Dirt Track“ (loser Untergrund) die meisten Punkte gesammelt hatte. Er führte auch während des gesamten ersten Segments, ließ im zweiten allerdings Tyler Reddick und Austin Dillon vorbei, an die auch die ersten beiden Plätze in diesem Segment gingen. Larsons Fahrzeug mit der Nummer 5 wies nach einem Zusammenstoß mit dem Wagen von Ryan Preece im Verlauf der letzten Stage Beschädigungen auf und schaffte die Zieleinfahrt nicht mehr. In diesem Segment dominierte ohnehin Christopher Bell, der das Rennen ohne finalen Boxenstopp „under caution“ zu Ende fuhr. Wegen seiner guten Platzierungen auch in den vorangegangenen Rennen übernahm Bell nun die Tabellenführung von Bowman, der diese nur eine Woche lang innehatte.

### Suspendierung von Ware, Elliotts Rückkehr und Talladega
Wegen einer Verhaftung wurde Cody Ware, der in Bristol bereits aufgrund von „persönlichen Gründen“ durch Matt Crafton ersetzt wurde, vor dem NOCO 400 auf dem Martinsville Speedway von der NASCAR auf unbestimmte Zeit suspendiert. Ihm wurde schwere Körperverletzung zur Last gelegt. Seitdem gehen wechselnde Piloten in der Nummer 51 seines Teams Rick Ware Racing an den Start.
Zum NOCO 400 kehrte wiederum Chase Elliott, der sich im März des Jahres einen Beinbruch zugezogen hatte, zurück. Trotz seines mehrwöchigen Ausfalls ermöglichte ihm ein durch die NASCAR erteilter „Medical Waiver“ weiter Chancen, sich für die Playoffs zu qualifizieren und um die Meisterschaft zu fahren. Das erste Rennen seit seiner Rückkehr beendete er auf dem zehnten Platz. Ryan Preece hatte bei besagtem Rennen sowohl die Pole-Position, als auch die erste Stage gewonnen. Nach dem Restart wurde er jedoch wegen erhöhter Geschwindigkeit bestraft und Kevin Harvick fuhr nach Stage 2 als erster über die Ziellinie. Anschließend führten jeweils Chase Briscoe, Joey Logano sowie Kyle Larson einige Runden, wobei Larson das Rennen für sich entschied und damit seinen zweiten Saisonsieg einfuhr.
Beim GEICO 500 auf dem Talladega Superspeedway in Alabama gewann Denny Hamlin zum 37. Mal in seiner Karriere die Pole und wurde damit der noch aktive NASCAR-Pilot mit den meisten Starts von der vordersten Position. Chase Elliott fuhr zum Sieg der ersten Stage, obwohl Bubba Wallace die längsten Führungsphasen gehabt hatte. Elliott beendete auch das zweite Segment nur knapp hinter Aric Almirola. Das Rennen ging wegen eines Unfalls fünf Runden vor Schluss in die Verlängerung, wobei unmittelbar nach dem Restart erneut Caution ausgerufen werden musste, nachdem Noah Gragson in die Streckenbegrenzung geprallt und Kyle Larson daraufhin mit Ryan Preece zusammengestoßen war. Bubba Wallace führte das Feld nach dem zweiten Overtime-Restart kurzzeitig an, kollidierte allerdings mit dem hinter ihm fahrenden Ryan Blaney. Kyle Busch fuhr das Rennen unter Gelb als Erster zu Ende. Christopher Bell beendete mit einem achten Platz das siebte Rennen dieser Saison in den Top 10 und führte somit weiter die Punktetabelle an.#
Die Rennen auf dem Dover International Speedway und dem Kansas Speedway gingen erstmals in der Saison an Piloten von Joe Gibbs Racing. Das Würth 400 gewann Martin Truex junior, der damit seine Negativserie von 54 Rennen ohne Sieg beendete. Ross Chastain, der die zweite Stage gewonnen und das Rennen auf Platz 2 beendet hatte, übernahm die Tabellenführung. In der Folgewoche überquerte Denny Hamlin beim AdventHealth 400 nach einem Kopf-an-Kopf-Rennen mit Kyle Larson in als Erster die Ziellinie und fuhr so den 400. NASCAR-Sieg für Joe Gibbs Racing ein.
William Byron fuhr auf dem Darlington Raceway beim Goodyear 400 seinen dritten Saisonsieg vor den beiden bisher sieglosen Piloten Kevin Harvick und Chase Elliott ein, die das Rennen über verhältnismäßig wenig in Erscheinung getreten waren. Zuvor hatten auf der Zielgeraden zunächst Ross Chastain und Kyle Larson um die Führung gekämpft. Nach einem Kontakt zwischen ihren Fahrzeugen kam es sechs Runden vor Schluss jedoch zu einem Unfall, der den beiden Beteiligten jeweils den Rennsieg kostete. Sie waren zusammen mit Martin Truex junior, der von der Pole-Position startete, auch schon im Verlauf des Rennens lange Zeit bestimmend. Truex hatte die erste, Chastain die zweite Stage gewonnen. Beide konnten das Rennen nicht zu Ende fahren.

### All-Star-Race und Charlotte
Im Zuge des 75. Jubiläums der NASCAR wurde entschieden, dass das unbepunktete NASCAR All-Star Race 2023 auf dem kurz zuvor modernisierten North Wilkesboro Speedway in North Carolina stattfinden soll. Auf der Strecke wurde seit 1996 kein NASCAR-Rennen mehr ausgetragen. Qualifiziert für einen der insgesamt 24 Startplätze waren alle Rennsieger seit Beginn der Saison 2022 sowie bisherige Cup-Gewinner. Darüber hinaus kamen die zwei schnellsten Fahrer aus dem am selben Wochenende abgehaltenen All-Star Open (Josh Berry und Ty Gibbs) und ein von den Zuschauern gewählter Pilot (Noah Gragson) hinzu. Am Samstag fanden zunächst zwei Heat-Races statt, die Daniel Suárez und Chris Buescher als Sieger ermittelten, weswegen sie beim mit einer Million Dollar dotierten Hauptrennen aus der ersten Reihe starten durften. Der von der 16. Position gestartete Kyle Larson durchfuhr bei einem Pitstop während der ersten Gelbphase die Boxengasse mit erhöhtem Tempo und musste sich deshalb vor dem Restart am Ende des Felds einordnen. Dennoch fuhr er anschließend binnen weniger Runden vom letzten bis auf den ersten Platz und konnte dort nicht mehr eingeholt werden.
Das Coca-Cola 600 auf dem Charlotte Motor Speedway wurde wegen Regens um einen Tag verschoben. Die Pole-Position wurde nach einem abgesagten Qualifikationsrennen William Byron zuerkannt; an ihn ging auch die erste Stage. Anschließend dominierten Ford-Piloten, die im zweiten Segment die ersten fünf Plätze unter sich ausmachten, mit Chris Buescher an der Spitze. Im weiteren Verlauf konnte sich nur Ryan Blaney vorne halten, der die dritte sowie die vierte und letzte Stage gewann. Er beendete damit eine Serie von 59 sieglosen Rennen in Folge. Im Anschluss an das Rennen wurde Chase Elliott für die folgende Woche suspendiert, da er Denny Hamlin nach einem Kontakt aus Rache vorsätzlich rammte. Chase Briscoe und dessen Team wurden derweil u. a. mit 120 Punkten Abzug und einer langen Suspendierung des Crew Chiefs Rekordstrafen auferlegt, nachdem bei seinem Fahrzeug während der „post-race inspection“ eine gefälschte Komponente festgestellt worden war.
Trotz seiner zweiten Platzierung außerhalb der Top 20 in Folge, behielt Ross Chastain die Tabellenführung. Dies änderte sich, als er beim Enjoy Illinois 300 auf dem World Wide Technology Raceway in Madison erneut nur 22. wurde. Ryan Blaney, der allein aus Charlotte schon 64 Punkte mitgenommen hatte, übernahm nach einem zweiten Platz hinter dem späteren Rennsieger Kyle Busch in Stage 1 und einem Sieg in Stage 2 nach dem Wochenende einmalig die Tabellenführung. Aufgrund eines Blitzeinschlags im unmittelbaren Umkreis der Strecke wurde das Rennen zwischenzeitlich unterbrochen. Es kam außerdem zur Explosion einiger Bremsscheiben, die für vier Piloten das Aus bedeuteten, sowie einem Unfall von Austin Dillon mit einem Crewmitglied von Erik Jones, das daraufhin zur Untersuchung ins Krankenhaus eingeliefert wurde.
Auf dem Sonoma Raceway gewann der Gibbs-Pilot Martin Truex junior beim Toyota/Save Mart 350 zum zweiten Mal in dieser Saison. Die Stagesiege gingen an Denny Hamlin, der das Rennen nach einem Unfall nicht zu Ende fahren konnte, und Kyle Busch. Es war das vierte Mal in seiner Karriere, dass Truex in Sonoma als erster ins Ziel fuhr. Gleichzeitig war er nun der Pilot mit den meisten Saisonpunkten.
Beim darauffolgenden Ally 400 auf dem Nashville Speedway erhielt Ross Chastain die erste Pole-Position seiner Karriere. Obwohl im ersten und zweiten Segment jeweils ein anderer Pilot schneller war, gewann Chastain außerdem das erste Mal in seiner Karriere einen regulären Ovalkurs und qualifizierte sich so erneut für die Playoffs. Die erste Stage ging an Tyler Reddick, die zweite an Denny Hamlin, nachdem es zu Beginn von Stage 2 zu einem mehrere Runden andauernden „Three-Wide-Racing“ gekommen war – mit den drei Piloten Ross Chastain, William Byron und Martin Truex junior gleich auf.

### Stadtrennen in Chicago

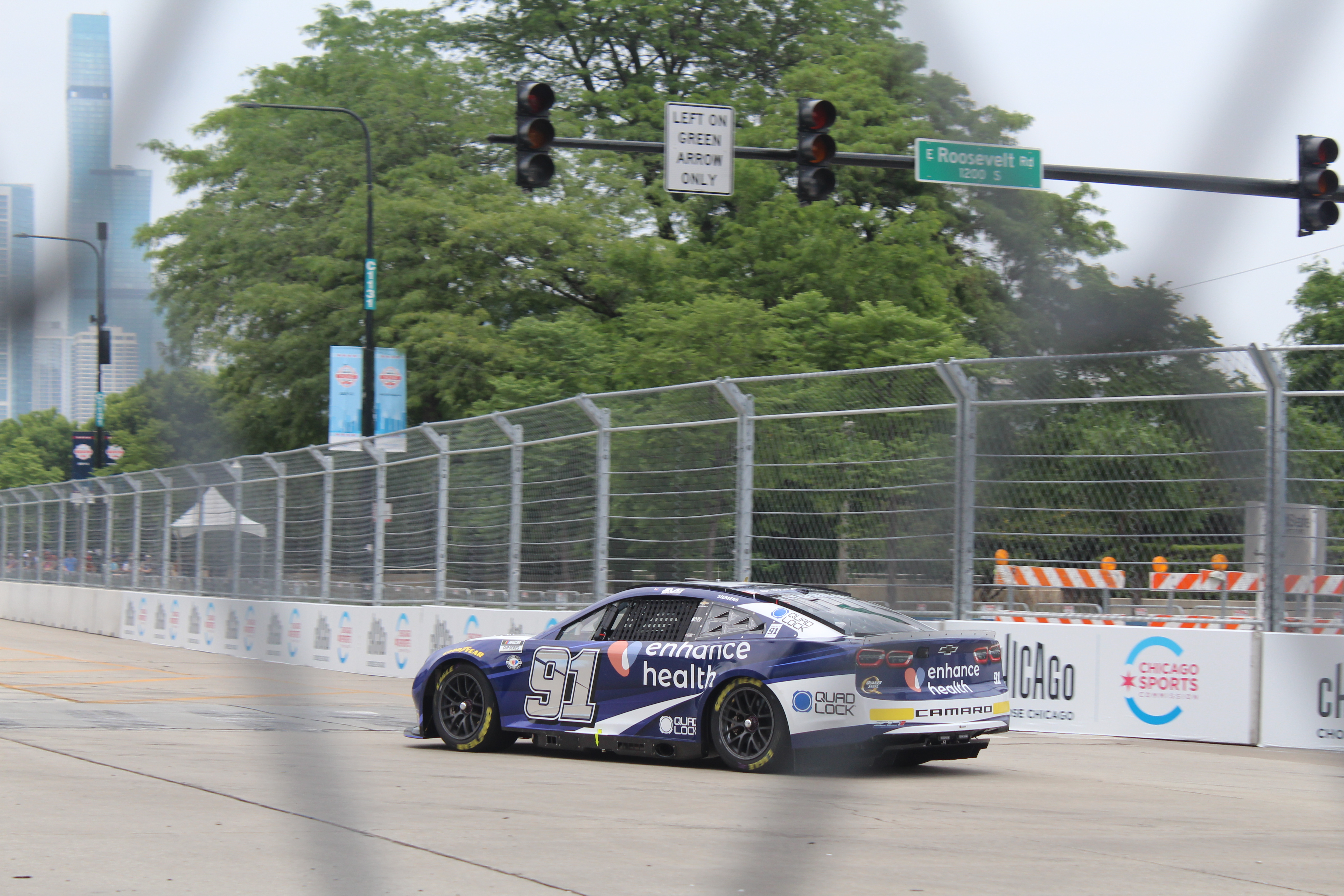
Shane van Gisbergen in der #91 bei seinem NASCAR-Debüt in Chicago

Mit dem Grant Park 220 war erstmals in der NASCAR-Geschichte ein Stadtkurs Teil des Rennkalenders. Die Pole-Position für das Rennen durch Chicagos Innenstadt sicherte sich Denny Hamlin. Der Start fand wegen Nässe verspätet und mit Regenreifen statt. Wegen einsetzender Dunkelheit wurde es außerdem um 25 auf 75 Runden verkürzt, ging allerdings in die Overtmine, bis der neuseeländische Supercars-Championship-Pilot Shane van Gisbergen bei seinem Debüt in der NASCAR nach 78 Runden als erster die Ziellinie überquerte. In den beiden ersten Segmenten siegte Christopher Bell. Van Gisbergen wurde zum ersten Piloten seit 1963, der sein erstes Rennen in der höchsten NASCAR-Liga gewinnen konnte. Er ging im Chevrolet mit der Startnummer 91 von Trackhouse Racing an den Start, die bei ausgewählten Rennen immer wieder von namhaften Piloten aus anderen Rennserien gefahren wird.
Zum ersten Mal in der Saison startete beim Quaker State 400 auf dem Atlanta Motor Speedway der Stewart-Haas-Pilot Aric Almirola von der Pole-Position, nachdem er im Qualifying am schnellsten gewesen war. Er setzte diesen Trend auch fort und führte das Feld anfangs einige Zeit an, blieb aber letztlich ohne (Stage-)Sieg. Die erste Stage – gewonnen von Ryan Blaney – wurde nur durch eine einzige Gelbphase unterbrochen. Im zweiten Segment wurde viermal Caution ausgerufen; hier siegte (während einer Gelbphase) mit Brad Keselowski ein weiterer Ford-Pilot. Aufgrund einer schlechten Wetterprognose nahm die Intensität des Rennens nach der Hälfte der Runden deutlich zu und einige Fahrzeuge ließen einen Boxenstopp während der letzten Stage-Caution aus, um im Falle eines vorzeitigen Rennabbruchs möglichst weit vorne zu sein. William Byron, der diese Strategie auch verfolgte, fuhr beim nach 185 einsetzenden Regen an der Spitze und gewann somit sein viertes Cup-Rennen 2023.
Beim nächsten Rennen auf dem New Hampshire Motor Speedway konnte sich Christopher Bell im Qualifying die Pole-Position sichern. Der Rennstart musste am Folgetag aufgrund der regnerischen Bedingungen von Sonntag auf Montag verschoben werden. Im Rennverlauf des ersten Segments konnte sich Martin Truex junior die Führung sichern. Dieser lieferte ein lange dominantes Rennen, wobei es aufgrund der Gelbphasen wurde es gegen Rennende eng, da Joey Logano aufholen konnte. Truex Junior konnte allerdings die Führung verteidigen und sich mit 0.394 Sekunden Vorsprung den Sieg sichern. Es war sein erster Sieg auf dem New Hampshire Motor Speedway und sein dritter Sieg der Saison.

## TV-Übertragung
In Deutschland, Österreich und der Schweiz war die Übertragung der NASCAR-Cup-Series-Rennen im Jahr 2023 zwischen den Pay-TV-Sendern Sport1+ (in der Regel mit Original-Kommentar) und Motorvision TV (mit deutschsprachigem Kommentar) aufgeteilt. In den Vereinigten Staaten teilten sich Fox und NBC die Übertragungsrechte, wobei ein Sender jeweils eine Saisonhälfte übertrug und nicht alle Rennen im Hauptprogramm liefen.